# Ida Tarbell

Ida Tarbell nach dem College 1880

 Ida Minerva Tarbell (* 5. November 1857 in Hatch Hollow in Erie County, Pennsylvania; † 6. Januar 1944 in Bridgeport, Connecticut) war eine US-amerikanische Schriftstellerin und als Journalistin eine Vorreiterin des investigativen Journalismus (Muckraker). Sie wurde insbesondere durch eine 1902 bis 1904 in McClure’s Magazine erschienene Artikelserie über das Geschäftsgebaren von John D. Rockefellers monopolistischer Standard Oil Company bekannt. Tarbells Enthüllungen führten schließlich zur Zerschlagung des Ölkonzerns.

## Leben und publizistische Stationen

### Jugend und Ausbildung

So ähnlich lebte auch die Familie Tarbell in Rouseville.

Ida Minerva Tarbell, das erste Kind von Franklin Sumner und Esther Ann (geb. McCullough) Tarbell, wurde im Blockhaus ihres Großvaters, Walter Raleigh McCullough, geboren, einer Farm in Hatch Hollow, bei Wattsburg im Nordwesten von Pennsylvania. Ihre Mutter war vor der Ehe Lehrerin. Ihr Vater wollte für seine Familie Farmland in Iowa erwerben, musste jedoch seine Pläne aufgrund der Panik von 1857 in New York und der nachfolgenden Wirtschaftskrise aufgeben.
Am 27. August 1859 entdeckte Edwin Drake eine Ölquelle im nahe gelegenen Oil Creek, Titusville. Bald setzte ein Run auf die Ölfelder ein. Auch ihr Vater sah seine Chance als Zimmermann und Schreiner in dieser neuen Industrie und so zogen sie 1860 nach Rouseville, wo er hölzerne Tanks für die Lagerung des gewonnenen Öls herstellte. Die Mutter sorgte dafür, dass Ida Tarbell die Schule von Mrs. Rice besuchte und half bei den Hausaufgaben. Ihre Kindheit dort zwischen den Bohrtürmen beschrieb sie 1934 in ihrem Buch Pioneer Women of the Oil Industry. 1865 verlagerte Ida Tarbells Vater sein Geschäft nach Pithole City und sie hatte drei jüngere Geschwister bekommen. 1870 bezog die Familie ein neues Haus in Titusville.
Die meisten Leute jener Zeit waren der Meinung, dass es genüge, wenn Frauen lesen und schreiben können. Eine weiterführende Schule erschien als Geldverschwendung. Ida Tarbells Eltern sahen das nicht so und abonnierten sogar Harper’s Monthly, ein Literatur-Magazin, das Schriftsteller veröffentlichte. So lernte sie hierdurch die Werke z. B. von Dickens, Thackeray, Marian Evans und George Elliot kennen. Sie interessierte sich für die Natur und wollte Biologin werden. 1872 las sie das populär-wissenschaftliche Magazin Popular Science Monthly.
1876 Ida Tarbell graduierte als Klassenbeste an der Titusville High School und begann im Herbst ihr Studium – als einzige Studentin - am Allegheny College in Meadville, PA, ca. 30 Meilen entfernt von Titusville, und graduierte 1880 in Biologie. Die folgenden zwei Jahre unterrichtete sie am Poland Union Seminary in Mahoning County, Ohio, für ein Jahresgehalt von 500 $. Sie machte die Erfahrung, dass der Beruf einer Lehrerin nicht ihr Lebensziel war. Im Juni 1882 kehrte sie in ihr Turmzimmer in Titusville zurück.

### The Chautauquan 1882–1891
Im Herbst lernte Ida Tarbell im Haus ihrer Eltern Theodore L. Flood kennen, einen Pastor im Ruhestand, der in Meadville, wo sie das College besucht hatte, das monatliche Magazin The Chautauquan herausgab und ihr eine Stelle anbot. Ida Tarbell sollte Hintergrundinformationen zu Personen und Orten erstellen sowie Aussprachehinweise geben. Der Drucker, Adrian Coy, machte sie auf die Notwendigkeit ordentlicher Vorlagen aufmerksam und auf die Bedeutung von Anzeigen für das Blatt. Dr. Herbert B. Adams und Dr. Richard T. Ely von der Johns Hopkins University lernte sie während des Sommercamps kennen, als sie für die Herausgabe des Daily Herald zuständig war. Nachdem sie in der Chautauqua-Bewegung für Erwachsenenbildung aufgewachsen war, arbeitete sie zunächst mit Begeisterung für die Zeitung, doch bald wurde ihr die Arbeit unerträglich und sie verließ die Zeitung mit dem Plan, nach Paris zu gehen, um mehr über das Leben von Madame Roland zu erfahren, einer Person, die ihr Interesse geweckt hatte.
In den sieben Jahren beim The Chautauquan hatte sie drei wesentliche journalistische Eigenschaften gelernt:
- Ausgewogene Berichterstattung erfordert die Darstellung aller Seiten eines Problems.
- Die Informationen müssen klar und vollständig erklärt werden.
- Nur exakte Berichte geben dem Leser das Vertrauen in eine Publikation.

### In Paris 1891–1894
Ida Tarbell sehnte sich nach einer neuen Herausforderung. Sie wollte mehr erfahren über die Frauen, die während der Französischen Revolution gelebt hatten. Josephine Henderson, eine Studienfreundin vom Alleghy College und Mary Handerson aus der Nachbarschaft wollten sie nach Paris begleiten – am Schiff schloss sich dann noch deren Freundin an, so dass sie bei der Abreise 1891 zu viert waren. Zur Vorbereitung ihrer Reise nahm sie beim einzigen Franzosen in Titusville, Monsieur Claude, einen Färber, Unterricht in Konversation, und las mit ihm France Adorée von Pierre-Jean de Béranger. Sie fanden Zimmer in einer Pension in der Nähe des Musée Cluny.  Die Winter 1891 und 1892 waren besonders kalt, und Ida Tarbell war froh, dass die Museen, Büchereien und Vorlesungsräume geheizt waren. Ihren Lebensunterhalt verdiente sie durch Artikel, die sie einem Verbund von sechs Zeitungen anbieten konnte, bis ihre Beiträge dann 1892 der Politik Platz machen mussten. In Erinnerung an Monsieur Claude verfasste sie einen Artikel über Béranger und schickte ihn als „Versuchsballon“ an Scribner’s Magazine. Die Freude war riesig, als ein Scheck über $100 eintraf. Als Mr. Burlingame von Scribner’s im Frühjahr sich mit Ida Tarbell traf, trug sie ihm ihre Ideen zu Madame Roland vor. Er zeigte sich nicht abgeneigt, meinte aber, dass das in New York besprochen werden müsse.  Im November 1893 wurde ihr Artikel gedruckt. Besonders erfreut war sie, dass auch Harper’s Bazaar ihre Artikel kaufte. Eine Mitarbeiterin der Revue des Deux Mondes machte Ida Tarbell mit den Schriftstellerinnen in Paris bekannt. Sie war geschockt von Madame Dieulafoy, die Hosen trug, und freundete sich mit Judith Gautier an. Während der Sommermonate waren auch Amerikaner in Paris, so Dr. John Vincent und Charles D. Hazen von der Johns Hopkins University und Fred Parker Emery vom MIT in Boston. Diese luden die jungen Frauen an den Wochenenden ein zu Ausflügen nach den Schlössern von Versailles und Fontainebleau sowie der Kathedrale von Chartres und von Reims. Im Juni 1892 erfuhr Ida Tarbell über Bekannte von Überflutungen und Feuer in Titusville, doch ein Telegramm ihres Bruders mit dem einzigen Wort „Safe“ (sicher) beruhigte sie.
In ihrem letzten Jahr hörte sie einige Vorlesungen an der Sorbonne und am Collège de France. Samuel McClure, der 1884 das McClure’s Magazine gegründet hatte, war beeindruckt von ihren Beiträgen aus Paris und bei einem persönlichen Zusammentreffen in Paris bot er Ida Tarbell eine Stelle bei ihrer Rückkehr an. Er machte deutlich, dass seine Zeitschrift an Beiträgen über Wissenschaft, Erfindungen und Abenteuer interessiert sei. Sie wusste, dass Pierre Janssen ein Observatorium auf dem Mont Blanc baute und dass Alphonse Bertillon sich mit einem neuen System zur Identifizierung von Kriminellen beschäftigte, aber sie gestand sich ein, dass sie Schwierigkeiten hatte, die Fachausdrücke zu verstehen. Schließlich schrieb sie doch über sein Labor. Besondere Freude machte ihr ein Interview mit Louis Pasteur und sie überbrachte ihm später die Veröffentlichung im McClure’s Magazine vom September 1893.

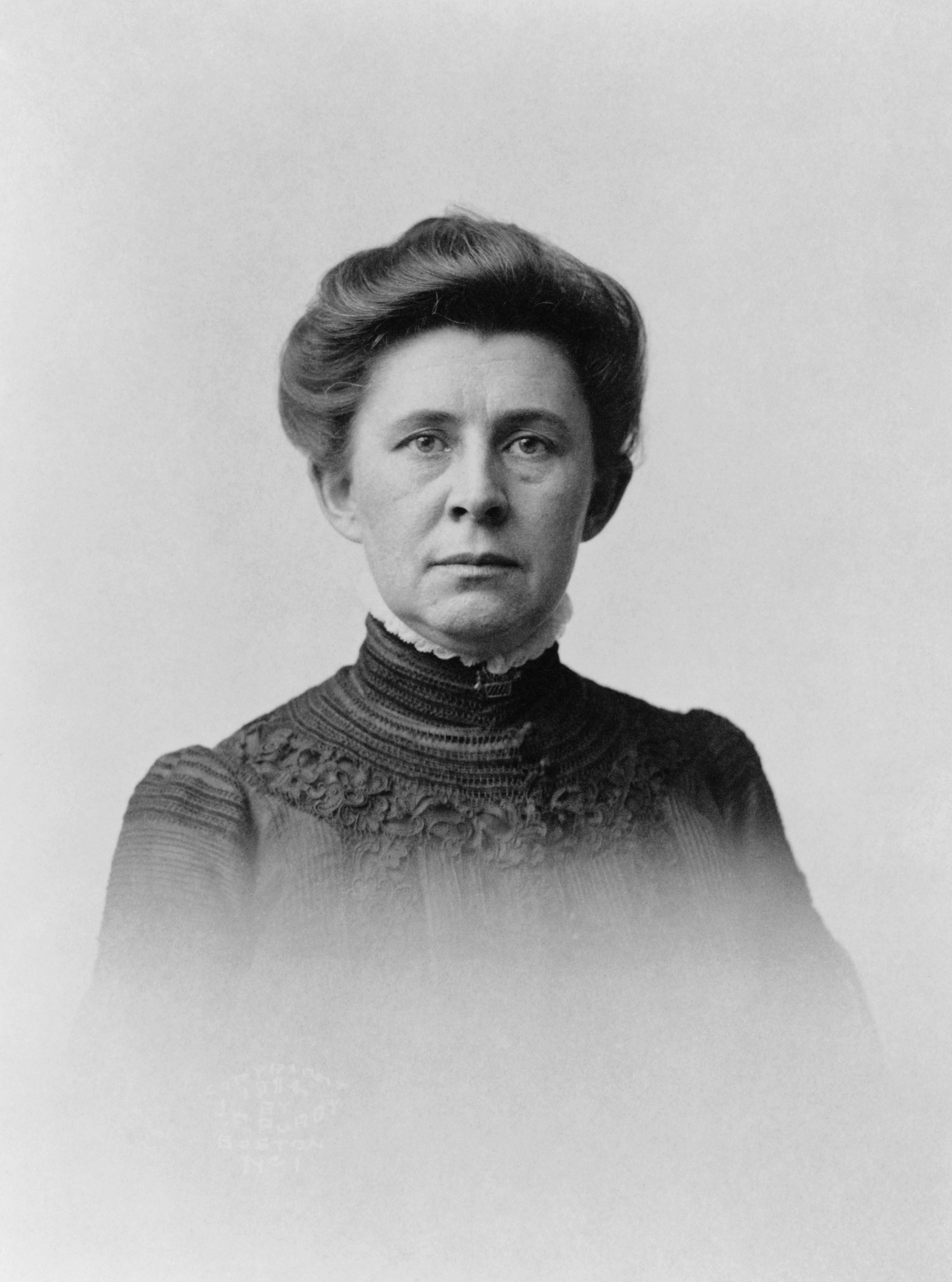
Portrait-Aufnahme um 1904 in Boston

### Auf den Spuren von Madame Roland
Die Freundinnen waren abgereist und nun wandelte Ida Tarbell auf den Spuren von Madame Roland. Madame Marillier, eine Ur-Enkelin von Mme Roland, empfing Ida Tarbell warmherzig und lud sie zu ihrer Soirée am Mittwochabend ein. Hier lernte sie Schriftsteller und Politiker kennen, und sie genoss die Abende sehr. In der Bibliothèque nationale de France erhielt sie Zugang zu den Papieren von Mme Roland, die gerade erst katalogisiert waren, und studierte eifrig in diesen Unterlagen. Im Frühjahr 1893 lud Madame Marillier Ida Tarbell ein, sie bei ihrer 14-tägigen Reise auf ihr Weingut «Le Clos» bei Theize zu begleiten, auf dem ihre Heldin gelebt hatte. Sie fuhren mit dem Zug bis Villefranche-sur-Saône und per Pferdekutsche weiter nach Le Clos. Während Marillier ihren Geschäften nachging und Freunde aufsuchte, durchstöberte Ida Tarbell die Bibliothek.
Zurück in Paris erreichte auch Ida Tarbell die Wirtschaftskrise. Aus Amerika kamen keine Schecks mehr und ihr Geld ging zur Neige. Sie mochte niemand um Hilfe bitten – schon gar nicht Mme. Marillier – so dass sie sich im Sommer 1893 gezwungen sah, ihren Pelzmantel ins Pfandhaus zu bringen.  Mme Marillier reiste nach England und bat sie mitzukommen. Ida Tarbell blieb jedoch in Paris und arbeitete standhaft an ihrem Buch.
1894 kehrte sie nach Pennsylvania zu ihrer Familie zurück. Für das Chatauquan Magazine schrieb sie einen Artikel über The Principles and Pastimes of the French Salon (Prinzipien und Zeitvertreib des Französischen Salons), der im Februar 1894 erschien. Sie beendete ihr Buch über Madame Roland, das Scribner 1896 veröffentlichte.

### McClure’s Magazinein New York 1894–1906
Als Ida Tarbell Ende des Jahres als Mitarbeiterin des McClure’s Magazine nach New York ging, mit einem Gehalt von 40 $ in der Woche, war dort gerade das Interesse an Napoleon groß. Gardiner Greene Hubbard, der Schwiegervater von Alexander Graham Bell, war ein glühender Verehrer von Napoleon und hatte eine beachtliche Sammlung von Bildern zusammengetragen und diese McClure zur Veröffentlichung angeboten. Sam McClure hatte aus England einen Artikel von Robert Sherard, einem Ur-Enkel von William Wordsworth mitgebracht, den Hubbard jedoch als „zu geringschätzig“ ablehnte. Nun beauftragte er Ida Tarbell mit dieser Aufgabe, die das Angebot von Samuel McClure freudig annahm und eine erneute Reise nach Paris erhoffte. Doch zuerst musste sie in Hubbards Sommersitz „Twin Oaks“ in Chevy Chasesie Hubbards Sammlung sichten und stellte dort fest, dass Hubbard die neuesten Bücher besaß und in Washington sowohl die Korrespondenz des Außenministeriums mit der Regierung als auch sämtliche Ausgaben der Zeitungen vorhanden waren. So musste sie ihren geheimen Wunsch nach der Paris-Reise aufgeben und sich stattdessen in der Congressional Library einrichten. Nach sechs Wochen Arbeit hatte sie ihren Entwurf fertig, der auch Hubbard sowie Charles Joseph Bonaparte gefiel, dem Enkel von Jérôme Bonaparte. Ida Tarbell meinte bescheiden, sie habe nur den Text geliefert, der die Bilder umrahmt. Die Auflage des McClure’s Magazine erhöhte sich auf 80.000 Exemplare nach der Publikation und McClure forderte Ida Tarbell zum Bleiben auf. Ida Tarbell gefiel die Atmosphäre dort und John S. Philips, der Herausgeber der Zeitschrift, wurde bald ein guter Freund und Helfer.
Ihre nächste Aufgabe sollte eine populäre Serie über Abraham Lincoln sein. Obwohl John G. Nicolay mit John M. Hay 1890 gerade Abraham Lincoln: A History und 1894 Complete Works veröffentlicht hatten, meinte Sam McClure, dass es noch genug über Lincoln zu schreiben gebe. Also reiste Ida Tarbell nach Washington, um mit John G. Nicolay, der von 1861 bis 1865 Lincolns Sekretär und 1865–1868 Konsul in Frankreich gewesen war, über ihr Vorhaben zu sprechen. John Nicolay meinte, dass er nichts für sie habe und ihr von solch einem hoffnungslosen Auftrag abrate. Nach dem Erscheinen ihres Artikels teilte er ihr sogar mit, sie dringe in sein Eigentum ein. Sie schreibe populär über Lincolns Leben und vermindere dadurch wesentlich den Wert von Nicolays Besitz. In Chicago trank Ida Tarbell Tee mit Robert Lincoln, dem einzig lebenden Sohn des ehemaligen Präsidenten, und erhielt von ihm eine Daguerreotypie seines Vaters, die bis dato nicht veröffentlicht war. Im weiteren Verlauf fand sie einige Weggenossen Lincolns und traf dabei auch Carl Schurz. Ihn konnte sie dazu bewegen, seine „reminiscences“ (Erinnerungen) in McClure’s Magazine zu veröffentlichen, die sie auch bearbeiten durfte und die ab März 1906 in mehreren Folgen erschienen. Ihre insgesamt neun (populären) Artikel über Lincoln erschienen von Dezember 1895 bis Oktober 1896 und fanden gleich das Interesse der Öffentlichkeit. Insgesamt verfasste Ida Tarbell in ihrem Leben acht Bücher über Lincoln.
1901 schrieb sie die Geschichte der Unabhängigkeitserklärung und 1902 beschäftigte sie sich mit Aaron Burr, der 1807 in Richmond, Virginia, wegen Hochverrats angeklagt worden war.

### The History of the Standard Oil Company

Titelbild McClure’s Magazine, Dezember 1903, mit Teil II der History of Standard Oil

Nachdem Ida Tarbell Sam McClure’s Zustimmung zu einer Serie über John Davison Rockefellers Standard Oil Company erhalten hatte, schrieb und recherchierte sie in den nächsten zwei Jahren unermüdlich zu diesem Thema. Ihre alten Aufzeichnungen und Briefe ihres Bruders aus den Zeiten des ersten Ölbooms waren ebenfalls hilfreich. John M. Siddal, inzwischen Herausgeber vom The Chatauquean, der inzwischen von Meadville nach Cleveland umgezogen war, hatte von ihrer Arbeit gehört und wurde Ida Tarbells fleißigster Mitarbeiter. In seinen Briefen aus Cleveland beschrieb er z. B. das tägliche Leben von John D. Rockefeller oder schickte Statistiken. Die größte Mühe hatte sie damit, Unterlagen über die verschiedenen Anhörungen bzw. Untersuchungsausschüsse, die es über Standard Oil bzw. deren Tochterfirmen gegeben hatte, zu finden und dann zu lesen. Allein der Bericht der von Präsident McKinley angeordneten Untersuchung umfasste mit allen Zeugenaussagen 19 Bände.
Als eines Tages Mark Twain in Sam McClures Büro von Ida Tarbells Plänen über Standard Oil hörte, vermittelte er Ida Tarbell im Januar 1902 ein Gespräch mit seinem Freund Henry H. Rogers, der immer noch für Standard Oil arbeitete. Sie tauschten ihre gemeinsamen Erinnerungen an Rouseville aus, wo auch Rogers gewohnt und seine erste Raffinerie besessen hatte. Auf seine Frage, worauf ihre Geschichte aufbauen wollte, antwortete Ida Tarbell „on documents, beginning with the South Improvement Company“ (auf Dokumenten, angefangen mit der South Improvement Company). Rogers wunderte sich, dass sie nicht sofort zu Standard Oil gekommen sei, denn sie hätten ihren Grundsatz geändert und würden Informationen geben. Auf seine Frage, ob Ida Tarbell bereit sei, die Gespräche in seinen Büroräumen zu führen und ob sie auch Rockefeller sprechen wolle, antwortete sie mit „ja“. Er versprach ihr, ein Gespräch zu ermöglichen. Ihre Vereinbarung funktionierte über zwei Jahre und Ida Tarbell besuchte Rogers in seinem Büro 26 Broadway. Die einzige Person, der sie dort neben Rogers begegnete, war dessen Sekretärin, Miss Harrison. Neben ihren Gesprächen versorgte Rogers sie auch mit Dokumenten. Ida Tarbell merkte bald, dass er auch ein persönliches Interesse hatte: die Übernahme seiner damaligen Raffinerie in Buffalo, N.Y. durch die zu Standard Oil gehörende Vacuum Oil Company of Rochester. Er meinte, dieser Fall sei ein wunder Punkt zwischen John Dustin Archbold und ihm und er wolle, dass sie ihn gründlich untersuche. Er habe die Zeugenaussagen vor Gericht; es habe ihn Monate gekostet, sie zu beschaffen. Er war besessen von der Idee, dass die Rechtsanwälte wegen des hohen Erfolghonorars mit dem Gericht unter einer Decke gesteckt hätten, zumal zwei der Anwälte später Richter wurden. Ida Tarbell ließ ihre Aufzeichnung – denn das 60 Seiten umfassende Dokument verblieb im Büro – durch Anwälte prüfen, die jedoch nichts Ungewöhnliches darin sahen. Entgegen ihrer üblichen Praxis, übersandte sie Rogers sogar eine Kopie ihrer beabsichtigten Darstellung. Rogers arrangierte auch ein Gespräch für sie mit Henry M. Flagler. Dieser wich jedoch ihren Fragen nach der South Improvement Company aus und erzählte stattdessen von den Anfängen in Cleveland. Auch ein Gespräch mit Rockefeller war nicht in Sicht. Die erste Folge ihrer „History“ erschien im November 1902 und obwohl Rogers bemerkt hatte, dass sie beweisen wollte, dass die Standard Oil Company nur eine Fortführung der South Improvement Company mit ihren Eisenbahn-Rabattsystemen und Ausschaltung von Wettbewerbern wäre, meinte er lediglich, dass ihre Ausdrucksweise manchmal etwas ungeschminkt sei. Zu einer Aussprache mit Rogers über Vacuum Oil / Buffalo kam es dann aber nicht mehr, weil Ida Tarbell inzwischen von einem Raffineriebetreiber, der sie für vertrauenswürdig hielt, Buchhaltungsunterlagen erhalten hatte, die zweifelsfrei belegten, dass Angestellte der Eisenbahngesellschaften die South Improvement Company über die Verladungen der Konkurrenz informierten, die dann fehlgeleitet wurden und zu spät den Hafen erreichten. Sie hielt jetzt die fehlenden Beweise bei früheren Anklagen gegen Standard in Händen. Um ihren Informanten zu schützen, nannte sie in der Veröffentlichung fiktive Namen und Orte. Die Ausgabe war gerade erschienen, als Ida Tarbell Rogers fragte, ob diese Spionage-Praxis auch danach weiter verfolgt worden sei. Rogers war sehr wütend und wollte ihre Quelle wissen, die sie selbstverständlich nicht preisgab. Sie wies ihn lediglich darauf hin, dass er Spionage immer bestritten habe, er jedoch genau wisse, dass ihre Unterlagen echt seien. Später wurde Rogers verdächtigt, dass er selbst Ida Tarbell diese Dokumente gegeben habe. Die Serie wurde in zwanzig Artikeln im McClure’s Magazine von November 1902 bis Juli 1903 und Dezember 1903 bis Oktober 1904 veröffentlicht. Die Kapitel ihres späteren Buches in zwei Volumen befassen sich mit:
1. The Birth Of An Industry

Zeichnung von Rockefeller während eines Gottesdienstes in Cleveland 1903

2. The Rise Of The Standard Oil Company
3. The Oil War Of 1872
4. “An Unholy Alliance”
5. Laying The Foundations Of A Trust
6. Strengthening The Foundations
7. The Crisis Of 1878
8. The Compromise Of 1880
9. The Fight For The Seaboard Pipe-Line
10. Cutting To Kill
11. The War On The Rebate
12. The Buffalo Case
13. The Standard Oil Company And Politics
14. The Breaking Up Of The Trust
15. A Modern War For Independence
16. The Price Of Oil
17. The Legitimate Greatness Of The Standard Oil Company
18. Conclusion

Beide Bände enthalten umfangreiche Anlagen mit Dokumenten. Im Vorwort einer Neuauflage ihres Buches von 1925 legt Ida die Gründe dar, weshalb sie die „Standard Oil Company“ ausgewählt hat.

### John D. Rockefeller – eine Charakterstudie
In der Redaktion redeten sie auf Ida Tarbell ein, dass sie nun noch über Rockefeller selbst schreiben müsse, der ihr bisher persönlich unbekannt war. Man riet ihr, einen Sonntags-Gottesdienst in Rockefellers Kirche in der Euclid Avenue in Cleveland, wo er den Sommer verbrachte, aufzusuchen. Hier war Ida Tarbell nicht bekannt. Ihr erster Eindruck war der eines sehr alten Mannes (im Oktober 1903 war Rockefeller 64) und gleichzeitig von Macht. In der Kirche tauschte er seinen Hut gegen eine Kappe und Ida Tarbell beschreibt seinen Ausdruck sehr genau, den George Varian in seiner Zeichnung eingefangen hat. Auffällig waren Rockefellers Augen, die nie ruhig waren, sondern von Gesicht zu Gesicht eilten. Bei seiner Rede in der Sonntagsschule war seine Stimme klar und überzeugend. Im anschließenden Gottesdienst galt die Aufmerksamkeit der Gemeinde offensichtlich mehr ihm als dem Pastor.
Sie unterteilt die Charakterstudie in zwei Teile. Teil I beginnt mit der Familiengeschichte von seinem Bruder Frank und dessen Freund James Corrigan, die Frank Ida Tarbell persönlich erzählt hatte und darüber tief verbittert war.  Sie nahm das zum Anlass, um John Davisons Geschäftspraktiken exemplarisch darzustellen.
Teil II beschreibt zunächst Tarbells persönlichen Eindruck von Cleveland 1903, die am besten von Varian in seiner Zeichnung von J. D. Rockefeller eingefangen wurde. Danach setzt sie sich mit der Diskrepanz zwischen Religion, Mildtätigkeit und Rockefellers Geschäftspraktiken auseinander.

### Standard Oil Company in Kansas 1905

Karikatur der Chicago Daily News 1905

Karikatur im Puck zeigt Ida Tarbell als Jeanne d’Arc.

1905 reiste Ida Tarbell nach Oklahoma und Kansas, wo sich die Geschichte von Pennsylvania zu wiederholen schien. Standard Oil arbeitete daran, den Wettbewerb auf dem Ölmarkt in Kansas durch Manipulation zu zermalmen, indem sie sich bessere Frachtraten sicherten und sich weigerten, ihre Pipeline für alle Produzenten zur Verfügung zu stellen. Die Produzenten erlitten einen schnellen und drastischen Preisverfall für Rohöl, der aus hohen Lagerbeständen und dem Fehlen von Ankäufen durch Wettbewerber resultierte. Die Verbraucher mussten für das Kerosin hohe Preise bezahlen. Standard kontrollierte den Ölmarkt in Kansas und alle anderen hatten unter den Auswirkungen zu leiden. Investoren, Wiederverkäufer und Verbraucher protestierten lautstark, denn es war ein Wahljahr und man erhoffte sich politische Lösungen. Die Pipelines zu der 1904 in Betrieb genommenen Sugar Creek Raffinerie in der Nähe von Kansas City, Missouri, hatte Standard Oil soeben gelegt.
Aufgeschreckt durch dieses Monopol organisierte sich im Januar 1905 in Peru die „Oil Producers’ Association“ mit H. E. West als Präsidenten. Bereits eine Woche später reisten die Ölproduzenten mit Sonderzügen nach Topeka. Hier erarbeiteten sie eine Resolution, die sie Gouverneur Edward W. Hoch vorlegten:
1. Gründung einer staatlichen Öl-Raffinerie
2. Pipelines zu einem öffentlichen Transportunternehmen zu machen
3. Ein Anti-Diskriminierungsgesetz mit dem Verbot, Wettbewerber zu unterbieten, um diese zu ruinieren und dann andernorts das Produkt zu überhöhten Preisen zu verkaufen
4. Festlegung von maximalen Frachtraten im Eisenbahntransport
5. eine Aufsichtsbehörde für die Ölfelder und Schutz gegen vernachlässigte oder verlassene Ölquellen sowie Aufsicht, Untersuchung und Klassifizierung („Grading“) von Rohöl.

Ida Tarbell traf in Topeka ein, als die Gesetzesvorlage dem Abgeordnetenhaus vorgelegt werden sollte. Die Ölproduzenten hatten soeben die Bevölkerung aufgerufen, ihren Abgeordneten für eine Zustimmung zu bewegen. Aber auch für Standard Oil arbeiteten die Lobbyisten. Eine staatseigene Raffinerie stellte für sie keine Bedrohung dar, jedoch fürchteten sie die begleitenden Vorlagen, die auf einen freien Handel für alle hinausliefen. Als weiteren Schritt stellte Standard alle Arbeiten an den Pipelines und Tanks ein. Die aufgebrachten Arbeiter sammelten sich in Bartlesville, Cleveland (Oklahoma), Independence und Chanute. Standard Oil boykottierte damit die Abnahme von Öl in Kansas. Daraufhin baten die unabhängigen Ölproduzenten am 15. Februar 1905 in einem Telegramm Präsident Roosevelt um Hilfe. Am 20. Februar ordnete der Präsident eine Untersuchung des Ölboykotts an. Die Interstate Commerce Commission begann in Kansas am 13. März 1906 mit ihrer Untersuchung.
Trotz – oder gerade wegen – der Aufregungen verabschiedete das Parlament in Topeka alle Vorschläge als Gesetze – mit Ausnahme von Nr. 5. Ein Inspektor für die Ölfelder wurde erst 1913 vom Staat ernannt. Die Ölproduzenten von Kansas hatten erkannt, dass ihre Probleme auch die Nachbarstaaten betrafen und dass sie nicht nur nationale, sondern auch internationale Märkte für ihr Öl finden mussten. Die Eisenbahnlinien zeigten sich entgegenkommend, nachdem der Generalstaatsanwalt von Chautauqua County 1905 Anklage gegen die Atchison, Topeka and Santa Fe Eisenbahn erhoben hatte wegen Verstoßes gegen die Anti-Trust-Gesetze. Bald meldeten zwei große ausländische Raffinerien und Konkurrenten von Standard ihr Interesse an, denn die Ölvorkommen in Kansas waren von guter Qualität und wiesen nur wenig Schwefel auf.

### Muckraker
Ida Tarbells Geschichte über die Standard Oil war ein Kraftakt. Ihre beharrlichen Nachforschungen, ihre peinlich genaue Aufmerksamkeit gegenüber Details sowie ihre kompromisslose Verpflichtung zur Wahrheit, deckten die illegalen Machenschaften von Rockefellers Trust auf. Die Geschichte wurde schnell zum Kennzeichen des investigativen Journalismus. 1897 waren Ray Stannard Baker als Mitarbeiter bei McClure’s sowie Lincoln Steffens hinzugekommen, den Ida Tarbell als „brillanteste Ergänzung“ beschrieb.  Ein verärgerter und irritierter Präsident Roosevelt verglich in einer Rede von 1906 diese neue Generation von Schriftstellern und Journalisten mit John Bunyans (1628–1688) Erbauungsbuch The Pilgrim’s Progress, in der der Mann mit der Muck Rake (Mistharke) weder aufblickt noch die Krone, die ihm zum Tausch gegen seine Harke angeboten wird, anschaut, sondern fortfährt, den Schmutz auf dem Boden zusammenzuharken. Sie sollten auch aufblicken und über das Gute berichten. Wenn das ganze Bild schwarz gemalt werde, dann bleibe kein Farbton übrig, mit dem man die Schufte von ihren Mitmenschen unterscheiden könne.
Auslöser für die Verärgerung des Präsidenten war die 1906 im Cosmopolitan erschienene Serie von David Graham Phillips The Treason of the Senate (Der Verrat des Senats), in der das Leben und die Karriere von 21 Senatoren in einer drastischen Art und Weise beschrieben wurden.
Ida Tarbell hatte gehofft, dass ihre Geschichte über Standard Oil als historische Studie gesehen würde, in der sie Fakten zusammengetragen hatte. Zu ihrer Bestürzung wurde sie mit ihren Kollegen, Baker und Steffens, sowie andere Autoren wie Frank Norris und Upton Sinclair als „Muckraker“ und Sozialreformer bezeichnet. Rockefeller soll sie „Miss Tarbarrel“ (Teerfass) genannt haben.
Präsident Roosevelt hielt jedoch sein Versprechen, gegen die Trusts vorzugehen. Im November 1906 erhob die Bundesregierung Anklage gegen Standard Oil wegen Behinderung des zwischenstaatlichen Handels, einer Verletzung des Sherman Antitrust Act von 1890.

Rockefeller junior und senior. Im Hintergrund ihnen nachblickend Ida Tarbell

### Neuanfang:The American Magazine1906–1915

Titelbild The American Magazine vom September 1911, gemalt von Stanley M. Arthurs

Anfang 1906 kam McClure aus Europa zurück mit neuen Ideen. Ohne sich mit seinen Partnern – auch John Philips – zu beraten, hatte er eine neue Firma gegründet. Diese sollte nicht nur eine neue Zeitschrift, das McClure’s Universal Journal herausgeben, sondern eine Bank, eine Versicherung, einen Schulbuchverlag und eine Wohnungsbaugesellschaft für preiswerte Häuser auf den Markt bringen. Er war von seiner Idee besessen und taub gegenüber allen Argumenten. Als er Ida Tarbell um ihre Mitarbeit bat, lehnte sie rundweg ab, obwohl es für sie nach 12 Jahren sehr schmerzlich war. Als McClure nach zähem Ringen auch John Philips nicht überzeugen konnte, zahlte er ihn schließlich aus. Ohne Philips konnten die Mitarbeiter sich ihre Arbeit bei McClure nicht vorstellen, so dass sie zusammen mit Ray Stannard Baker, Lincoln Steffens, John Sidall und dem Geschäftsführer Albert Boyden im März 1906 die Zeitschrift verließ.
Der Besitzer des The American Magazine (vormals Frank Leslie’s Illustrated Monthly), Frederick L. Colver, bot John Philips seine Zeitschrift zum Kauf an. Alle brachten etwas Geld ein und überzeugten weitere Freunde zu einer Beteiligung. Am Anfang musste ein Gehalt – wie McClure es gezahlt hatte – jetzt für zwei Mitarbeiter ausreichen. Sie hatten ihren Lebensstandard entsprechend angepasst und es als Abenteuer angesehen; daraus entstand eine fruchtbare und professionelle Kameradschaft. Mit der neu gegründeten „John Philips Publishing Company“ erschien die erste Ausgabe des The American Magazine bereits im Oktober 1906. In dieser Zeit gewannen sie auch zwei neue Mitarbeiter, Finley Peter Dunne und William Allen White, der aus Kansas zu ihnen kam.
The American Magazine war weniger aufregend angelegt. Ziel des neuen Magazins war „interessant und wichtig für die Öffentlichkeit, aber … auch das anrührendste und reizvollste monatliche Buch der Fiktion, des Humors und des Gefühls für eine fröhliche Lektüre“. Es war freundlicher und liebenswürdiger gestaltet. Folglich fehlte ihm der Fokus, der Biss, die Macht, die McClure’s besessen hatte.
Auch privat veränderte sie sich. Ida Tarbell war jetzt 49 Jahre alt und kaufte 1906 ein altes Bauernhaus in Easton, Connecticut, das sie „Twin Oaks“ nannte und in dem sie zuerst mit ihrer Nichte Esther und später mit ihrer Schwester Sarah bis zu ihrem Tod 1944 wohnen und arbeiten sollte. Mark Twain hatte sich ca. 15 km entfernt ein phantastisches Haus gebaut, und da er große Partys liebte, lud er alle Welt dazu ein, so auch Ida Tarbell.
1909 schrieb Ida Tarbell eine Serie über Frauen, die sich vor und während des Amerikanischen Bürgerkriegs gegen die Sklaverei eingesetzt hatten, darunter Mercy Warren, Abigail Adams, Esther Reed, Mary Lion, Catharine Reecher, Elizabeth Cady Stanton und Susan B. Anthony.
Ida Tarbells erster politischer Beitrag erschien nach der Unterzeichnung des Payne-Aldrich-Gesetzes, die durch Präsident Taft im August 1909 erfolgt war. Es legte die Steuer- und Zolltarife fest und zeigte wiederum Protektionismus gegenüber der Kohle- und Stahlindustrie. Sowohl im Kongress als auch Senat hatte es hitzige Debatten zwischen „insurgents“ (Progressiven) und „standpatters“ (Konservativen) gegeben. Am 30. Juli verabschiedete das Repräsentantenhaus die Payne-Aldrich Vorlage mit 195 bis 183 Stimmen, d. h. 20 Republikaner hatten mit den Demokraten dagegen gestimmt. Am 5. August verabschiedete der Senat das Gesetz mit 47 zu 31 Stimmen, wobei noch zehn „Nein“-Stimmen von den Republikanern kamen. So viele Rebellen innerhalb der eigenen Partei, die ihren Unmut öffentlich austrugen, hatte es bis dato nicht gegeben. Ihre Artikel The Mysteries and Cruelties of the Tariff, erschienen in den Ausgaben Nov, Dez. 1910, Jan 1911 und Testing the Tariff by Moral Effects, im Juni 1911. Nach Ida Tarbells Ansicht waren diese Tarife auch ein Trust und in ihrem 1911 veröffentlichten Buch The tariff in our times geht sie der Geschichte der Zölle seit dem Bürgerkrieg nach.
Ein Artikel im Herald Journal vom April 1911 ist erhalten geblieben, in dem Ida Tarbell die Frage stellt, ob die amerikanische Gesellschaft weiterhin von Politikern regiert werden wolle, in der einige wenige die Macht und das Kapital unter sich verteilen und deshalb keine Veränderungen wollen (The Stand-Pat Intellect) oder ob sie nicht doch eine gerechtere Gesellschaft wünschen.
Nun wollte sie sich ein eigenes Bild über die Auswirkungen der Zölle in den Betrieben und auf die Arbeiter in ihrem Land machen, und so besichtigte sie zwischen 1912 und 1915 viele landwirtschaftliche und industrielle Betriebe kreuz und quer durch Amerika. Sie hatte inzwischen Frederick W. Taylor kennengelernt und sogar einige seiner Regeln für sich selbst aufgeschrieben. Sie bemerkte in den Werken sofort, wo er tätig geworden war oder nach seinen Regeln gearbeitet wurde. Auch von Henry Fords Methoden war sie beeindruckt. Ihre Erfahrungen verarbeitete sie in ihrem Buch New Ideals in Business, an account of their practice and their effects upon men and profits, das 1916 herauskam. Sie verfasste auch Biografien von zwei Geschäftsführern: Elbert H. Gary von U.S. Steel und Owen D. Young von General Electric.
1913 griff sie noch einmal zur spitzen Feder und schrieb im The American ihre Artikel The Hunt for The Money Trust über das nach Senator Arsène Pujo benannte „Pujo Committee“, das von Mai 1912 bis Januar 1913 die Untersuchungen zu den Beziehungen zwischen der Northern Securities Company von John Pierpont Morgan, die zusammen mit den Eisenbahn-Mogulen James J. Hill und Edward Henry Harriman den Großteil des Verkehrs kontrollierten und über seine National City Bank und der Chase National Bank an einer Vierzahl anderer Unternehmen beteiligt war. Ida Tarbells Motivation für diesen Artikel bestand darin, die sog. Pujo-Untersuchung zu entmystifizieren und die Ereignisse in ihrem Ablauf so darzustellen, dass auch der Durchschnittsbürger sie verstehen konnte. Sie argumentierte, dass das vorhandene Finanzsystem zu viel Macht in die Hände einer kleinen Gruppe von Bankiers lege, die keinen Kontakt mehr zu dem Durchschnittsamerikaner hätten. Ab 1913 war Ida Tarbell 30 Jahre lang Präsidentin des Pen and Brush Clubs, einer Organisation für Künstlerinnen und Schriftstellerinnen.

### Interview mit der New York Times 1916 über die Kommerzialisierung von Autoren

Ida Tarbell auf ihren Vortragsreisen um 1915

1916 gab Ida Tarbell der New York Times ein Interview über die Kommerzialisierung der amerikanischen Literatur. Der Reporter legte Wert auf ihre Meinung, da sie sowohl Autorin als auch Herausgeberin einer Zeitschrift war. Sie erklärte es folgendermaßen: Ein junger Autor erhält für seinen ersten Artikel ca. 300–400 $. Die Zeitschrift veröffentlicht weitere Beiträge, weil sie sein Talent sieht. Auch die Leser mögen seine Geschichten und er wird bekannt. Nun beginnt der Wettbewerb unter den Zeitschriften, die ihm ein Honorar von vielleicht 1000 bis 1500 $ bieten. Der Autor ist glücklich und sieht es als Anerkennung seiner Arbeit. Dann verlangt man aber von ihm ein Jahr lang jeden Monat eine Geschichte und damit begibt er sich in die literarische Prostitution, denn das könne niemand leisten, ob jung oder erfahren. Die Frage des Reporters, ob deshalb nicht die Schuld bei den Zeitschriften liege, wies Ida Tarbell entschieden zurück. Niemand habe den Autor gezwungen, das Angebot anzunehmen. Es war seine Entscheidung. Er gab seinen Wünschen nach oder brauchte Geld. Er opfert sein Talent zugunsten einer Limousine oder schicker Apartments. Er allein ist schuldig.

“We writers are not babies, who must be shielded from the world, we are men and women, and we must act like men and women! We don’t need protection from designing publishers any more than the writers of bygone generations did.”

„Wir Schriftsteller sind keine Babies, die vor der Welt beschützt werden müssen, wir sind Männer und Frauen und müssen wie Männer und Frauen handeln. Wir brauchen keinen Schutz vor intriganten Verlegern genauso wenig wie die Schriftsteller der verflossenen Generationen.“

Kein Herausgeber habe sie an der Kehle gepackt und sie gezwungen, ihre Sklaven zu werden. Sie kamen gerne, angezogen von dem Versprechen von dem „großen Geld“. Sie verkauften sich wissentlich in die Abhängigkeit. Ein Autor sollte genügend Verstand haben, um zu wissen, dass er nicht 10.000 $ im Jahr verdienen müsse. Er brauche nicht wirklich eine Limousine. Er könne genauso glücklich sein und seine Selbstachtung bewahren, wenn er einen Ford oder sogar mit der U-Bahn fahre.
Ida Tarbell führte dann als Beispiel Finley Peter Dunne an, der sie sehr beeindruckt habe. Er schreibe acht oder zehn Folgen seiner Mr. Dooley Geschichten und dann wieder ein ganzes Jahr gar nichts. Er hätte viel Geld verdienen können, wenn er seine Geschichten Monat für Monat und Jahr für Jahr geschrieben hätte, aber er wusste, dass es dann nur oberflächliche Arbeit wäre. Er sei jedoch ein gründlicher und verantwortungsbewusster Autor, der auch vieles in den Papierkorb werfe, was er für nicht gelungen ansehe. Er glaube an das alte Sprichwort „leichtes Schreiben ist hartes Lesen“ und sie habe großen Respekt vor seiner Haltung.

### Freie Journalistin, Interview mit Mussolini

Ida Tarbell um 1922

Mit den Jahren hatte sich die Art des „muckraking“ Journalismus gewandelt. Die Verleger blickten hauptsächlich auf die Auflagezahlen. Aber auch der aufziehende Erste Weltkrieg erzwang eine neue Art des Schreibens. Es wurde zu einer ernsten Frage, ob unter den veränderten Umständen, den intellektuellen und finanziellen Ungewissheiten, eine unabhängige Zeitschrift wie die ihre überleben könne, zumal sie keinen finanziellen Rückhalt besaß. Lincoln Steffens hatte sie bald nach ihrem Beginn verlassen, weil er sich der Redaktion seiner Beiträge nicht unterwerfen wollte, – obwohl das schon bei McClure’s üblich war. Auch Ray Stannard Barker ging mehr und mehr eigenen Interessen nach. Am Ende verkauften sie 1915 The American an die Crowell Publishing Company, und nur John Sidall wollte sich der neuen Aufgabe als Redakteur stellen. Er drückte ihr bald seinen Stempel auf und die neue Zeitschrift wurde ein kommerzieller Erfolg.
Ida Tarbell vermisste schon bald ihr Büro in der Redaktion und den Austausch mit ihren Kollegen. Jetzt arbeitete sie allein zu Hause in ihrem Arbeitszimmer. So kam ihr das Angebot von Louis Alber vom Coit-Alber Lecture Bureau, das im Rahmen der Chautauqua-Bewegung Vorträge und Vorlesungen organisierte, gerade recht. Für Ida Tarbell war das eine neue Herausforderung und deshalb nahm sie Sprechunterricht bei Franklin Sargent von der American Company of Dramatic Art. Sie sprach über Arbeitslosigkeit, die amerikanische Wirtschaft und deren Zukunft, Frederick Taylors neue Management Methoden und immer mehr über den drohenden Krieg.
1916 war sie zu einem Cabinet Dinner im Weißen Haus eingeladen und lernte Woodrow Wilson mit seiner Ehefrau persönlich kennen. Dieser bot ihr die Mitarbeit in seiner neuen Federal Tariff Commission an, was sie jedoch ablehnte, weil sie meinte, dass Journalisten die Politik von außen beobachten sollten. Auch die Teilnahme an einer Reise nach Stockholm auf dem von Henry Ford organisierten Friedensschiff lehnte sie ab. Selbst Jane Addams, die sehr krank war und deshalb nicht an Bord war, konnte Ida Tarbell von dieser Idee nicht überzeugen, weil sie meinte, dass Amerika irgendwann doch in den Krieg eintreten werde.
Von Präsident Wilson wurde sie auch per Telegramm zum Mitglied des Women’s Committee of the Council for National Defense ernannt, unter der Leitung von Anna H. Shaw. Sie unterstanden dem Verteidigungsministerium und sollten sich um die Belange der Frauen kümmern. Die Männer wurden für die Armee eingezogen und die Frauen mussten ausgebildet werden, um deren Plätze in der Industrie zu übernehmen. Jane Addams meinte zwar, dass dies die sozialen Errungenschaften um Jahrzehnte zurückwerfe, Ida sah darin jedoch eine Chance, dass Frauen eine Ausbildung erhielten.
Ab 1916 begann sich Ida Tarbells Gesundheit zu verschlechtern, als bei ihr zunächst Tuberkulose und dann die Parkinson-Krankheit diagnostiziert wurde. Das hielt sie jedoch nicht von ihrer Arbeit ab und sie lernte sogar, mit der Schreibmaschine zu schreiben.
1919 war sie als Beobachterin für das Red Cross Magazine, das John Philips verlegte, in Frankreich und beschrieb ihre Erkenntnisse über Massenvernichtungswaffen und den Verwüstungen in Europa nach dem Krieg. Sie erwarteten von ihr einen Beitrag im Monat. Das RC unterhielt Lager mit Kleidung und Stricksachen, die Amerikanerinnen im ganzen Land hergestellt hatten. Ida Tarbell wählte Lille als ihr Hauptquartier und berichtete über die Lage in den ehemaligen Kriegsschauplätzen in Nordfrankreich und Belgien. Auch schrieb sie über die Pariser Friedenskonferenz und die Hoffnungen der verschiedenen Gruppierungen. Sie begegnete hier vielen ehemaligen Journalisten-Kollegen, die inzwischen bedeutende Positionen erreicht hatten, so auch Ray Stannard Barker, den offiziellen Pressesprecher der amerikanischen Delegation.
Ebenfalls nach dem Krieg ernannte sie Präsident Wilson mit drei weiteren Frauen zur Delegierten der Industrial Conference, die Vorschläge für Arbeitgeber (hier war es die Eisenbahn) und Arbeitnehmer ausarbeiten sollte – dem Vorläufer der späteren Gewerkschaft. Unter Präsident Warren G. Harding war sie dann Mitglied der Unemployment Conference, obwohl sie ihn nicht schätzte.
1922 war sie als Beobachterin der Naval Disarmament Conference in Washington D.C. die mit dem Abrüstungsvertrag vom 6. Februar 1922 beendet wurde. Ida Tarbell beschrieb die Verhandlungen in ihrem Buch: Peacemakers, blessed and otherwise: observations, reflections, and irritations at a National Conference.
Ida Tarbell glaubte nicht, dass Demokratie durch Sozialismus oder Kommunismus oder einen Diktator ersetzt werden müsse, als sie 1926 gebeten wurde, nach Italien zu reisen, um über den Faschisten Benito Mussolini, nunmehr seit vier Jahren an der Macht, zu berichten. Es hatte sie erstaunt, dass er ohne Blutvergießen an die Regierung gelangte. Vielleicht konnte sie dort erfahren, wie man einer freien Regierung Handschellen anlegen kann. Der Hauptgrund für ihre Reise war jedoch, dass man ihr eine so große Summe geboten hatte, die sie letztlich überzeugte. Schon in Paris bereute sie, den Auftrag angenommen zu haben, als ein guter Freund ihr berichtete, dass sie durchsucht werden würde und ihr riet, keine Bücher, Zeitungen oder Briefe an Oppositionelle mitzunehmen, kein Französisch zu sprechen und den Faschisten-Gruß zu üben. Sie reiste nach Turin und Florenz, nach San Marino und Kalabrien bis Palermo. Die Menschen waren nicht wirklich zufrieden mit Mussolinis Herrschaft, jedoch sei es so allemal besser als Anarchie. Zurück in Rom arbeitete sie in der amerikanischen Botschaft an Fragen, die sie Mussolini stellen wollte. Der Botschafter, Henry P. Fletcher, empfahl ihr, einfach eine Unterhaltung mit ihm zu führen. Mit Mussolini unterhielt sie sich auf Französisch eine halbe Stunde über Wohnungsprobleme, Trinkgewohnheiten in Italien und Alkohol in den Vereinigten Staaten. Unwillkürlich kam ihr der Vergleich mit Napoleon Bonaparte. Sie stellte sich die Frage, ob Äthiopien und die Allianz mit Frankreich sowie den Rebellen in Spanien für Mussolini das Gleiche bedeutete, was Spanien und Russland einst für Napoleon war. Auf der Rückreise las sie von dem versuchten Attentat durch Anteo Zamboni am 31. Oktober 1926 auf der Via Riccoli in Bologna. Die Schüsse verfehlten den Diktator und der Attentäter wurde sofort von nahestehenden Faschisten attackiert und gelyncht.

## Würdigung
Noch heute gilt sie als die erste Frau, die gegen Korruption eintrat und als Journalistin, den Standard-Oil-Konzern herausgefordert und gewonnen hat. Gemeinsam mit ihren Kollegen und Mitarbeitern führte sie den Journalismus dorthin, der heute „investigativ“ genannt wird. Vergleichbar sind fast 50 Jahre später für Deutschland die „Spiegel-Affäre“ von 1963 oder für Amerika der „Watergate-Skandal“, der Anfang 1972 von der Washington Post aufgedeckt wurde.
Von allen Büchern und Artikeln, die Ida Tarbell in ihrem Leben geschrieben hat, war sie am meisten stolz auf die The History of Standard Oil. Eine tiefe Abneigung hegte sie gegen die Bezeichnung als „Muckracker“. In einem von ihr verfassten Artikel Muckraker or Historian („Muckraker oder Historiker“) rechtfertigte sie ihre Bemühungen zur Bloßlegung der Machenschaften des Öltrusts und erwähnte „diese Klassifizierung als Muckraker, die ich nicht mochte. Dieses ganze radikale Element, worunter ich viele Freunde zählte, flehten mich an, ich sollte mich ihren Bewegungen anschließen. Bald fand ich heraus, dass die meisten von ihnen auf Angriffe aus waren. Sie hatten wenig Interesse an ausgewogenen Ergebnissen. Nun war ich überzeugt, dass auf lange Sicht die Öffentlichkeit, die sie aufwühlen wollten, der Schmähungen überdrüssig würde, dass wenn man bleibende Resultate erreichen will, der Geist überzeugt werden muss.“
1999 führte The New York Times ihr Werk The History of the Standard Oil als No. 5 unter den top 100 Arbeiten der amerikanischen Journalisten des 20. Jahrhunderts.
Ida Tarbell starb an Lungenentzündung im Krankenhaus von Bridgeport, Connecticut. Beigesetzt wurde sie bei ihrer Familie in Titusville.
2000 wurde Ida Tarbell in die National Women’s Hall of Fame in Seneca Falls N. Y. aufgenommen.

## Werke
- All in the day’s work: an autobiography. 1939
- The Nationalizing of Business. 1878–1898. Macmillan, New York 1936
- A reporter for Lincoln; story of Henry E. Wing, soldier and newspaperman. 1927
- The Life of Elbert H. Gary: The Story of Steel. Appleton, New York / London 1925
- He knew Lincoln, and other Billy Brown stories. 1922
- Peacemakers – blessed and otherwise; observations, reflections and irritations at an international conference. 1922
- Boy scouts’ life of Lincoln. 1921
- The rising of the tide; the story of Sabinsport. Macmillan, New York 1919
- In Lincoln’s chair. 1920
- New ideals in business, an account of their practice and their effects upon men and profits. Macmillan, New York 1916
- The ways of woman. Macmillan, New York 1915
- The tariff in our times. Macmillan, New York 1911
- Father Abraham. 1909
- Abraham Lincoln, an address delivered by Miss Ida Tarbell for the Students’ lecture association of the University of Michigan. 1909
- He knew Lincoln. McClure, Phillips New York 1907
- Madame Roland: a biographical study. Scribner’s, New York 1905, 1916
- The history of the Standard Oil Company. McClure, New York 1905, 1912, 1950
- The life of Abraham Lincoln. 1900, 1903, 1909, 1917, 1920, 1924, 1928
- A life of Napoleon Bonaparte: with a sketch of Josephine, Empress of the French. 1901, 1909, 1919
- The early life of Abraham Lincoln. 1896
- A short life of Napoleon Bonaparte. McClure, New York 1895
- Bücher von Ida Tarbell im Internet Archive

## Weiterführende Literatur und Zeitungsartikel
- Robert C. Kochersberger (Hrsg.): More than a Muckraker: Ida Tarbell’s Lifetime in Journalism. University of Tennessee Press, 1996.
- Jane Jerome Camhi: Women Against Women: American Anti-Suffragism. 1880–1920. Carlson Pub., Brooklyn NY 1994
- John Satter: Journalists Who Made History. Minneapolis. The Oliver Press, MN 1998
- Ellen Frances Fitzpatrick: Muckraking: Three Landmark Articles. Bedford Books of St. Martin’s Press, 1903. Neuauflage: Verlag Bedford Books, 1994, ISBN 978-0-312-08944-3.
- Judith und William Serrin: Muckraking! The Journalism that Changed America. The New Press, New York 2002, ISBN 978-1-56584-681-4.
- Kathleen Brady: Ida Tarbell. Portrait of a Muckraker. Mit Literatur und Index. Mit einem Vorwort der Verfasserin. Putnam 1984, ISBN 978-0-399-31023-2; University of Pittsburgh Press, 1989.
- Barbara A. Somervill: Ida Tarbell: Pioneer Investigative Reporter (World Writers). M. Reynolds, ISBN 978-1-883846-87-9.
- Steve Weinberg: Taking on the Trust: How Ida Tarbell Brought Down John D. Rockefeller and Standard Oil. W. W. Norton & Company 2009, ISBN 978-0-393-33551-4.
- Ann Bausum: Muckrakers: How Ida Tarbell, Upton Sinclair, and Lincoln Steffens Helped Expose Scandal, Inspire Reform, and Invent Investigative Journalism. National Geographic Children’s Books 2007, ISBN 978-1-4263-0137-7.
- MISS TARBELL’S BOOK. A Glance at the Widely Advertised “History of the Standard Oil Company.” (PDF). In: New York Times. 31. Dezember 1904
- Garfield Makes Reply to Critics of Report; Quotes His Report in Refutation of Oil and Railroad Officials. Contradicts H.H. Rogers Answers Denials with Revelations of Blind Billing – Missive Made Public by Mr. Roosevelt. (PDF). In: New York Times. 18. Mai 1906
- The Standard Oil Report. Nearly three years ago, Miss IDA M. TARBELL published her two-volume “History of the Standard Oil Company.” Yesterday the Inter-State Commerce Commission sent to Congress the report it had prepared in obedience to the Tillman-Gillespie resolution of last March. (PDF). In: New York Times. 29. Januar 1907
- Twelve Greatest Women; Composite List From One Hundred Who Have Been Nominated for Honor. (PDF). In: New York Times. 25. Juni 1922
- Women: The National League. In: Time Magazine. 14. April 1923
- Ida M. Tarbell, 86, Dies in Bridgeport. In: New York Times. 17. Januar 1944
- Gegenüberstellung Tarbell aus History of Standard Oil 1904 und John D. Rockefeller aus Reminicences of Men and Events 1909. (PDF; 702 kB) National Humanities Center